# Lucius Epidius Titius Aquilinus
Lucius Epidius Titius Aquilinus war ein römischer Politiker und Senator des 2. Jahrhunderts n. Chr.
Aquilinus war wahrscheinlich Italiker. Seine genaue Laufbahn ist unbekannt, gesichert ist nur, dass er im Jahr 125 ordentlicher Konsul wurde.
Aquilinus wird u. a. auf einer unvollständig erhaltenen Inschrift genannt, in der durch ein kaiserliches Handschreiben die Magister eines Priesterkollegiums (?) von der kostspieligen Verpflichtung entbunden wurden, Spiele ausrichten zu müssen.